# Jami at-Tawàrikh
Jami at-Tawàrikh (àrab: جامع التواريخ, Jāmiʿ at-tawārīkh) o Compendi de cròniques és una crònica escrita pel metge i historiador persa Raixid-ad-Din (1247-1318), que explica els fets transcorreguts des d'Adam fins al segle xiii. Destaca per l'atenció prestada als fets de l'Il-kanat, així com per la barreja de fonts documentals orientals i occidentals i per la riquesa de les seves il·lustracions. El mateix autor va pagar un fons per encoratjar-ne les traduccions, per la qual cosa es conserven versions coetànies en xinès, àrab i persa. L'obra, en diversos volums, va ser encarregada pel kan Mahmud Ghazan.

## Contingut
La crònica es divideix en quatre seccions:
1. Ta'rikh-i Ghazani, que explica la història de les tribus mongols.
2. La segona part, que se centra en pobles euroasiàtics, incloent-hi els patriarques bíblics, Mahoma i els califes, les dinasties turca i xinesa, història dels francs, dels indis i els jueus.
3. Shu'ab-i panjganah, genealogies d'alguns dels pobles precedents.
4. Súwar al-aqàlim, apèndix geogràfic (perdut).